# Diana Silva
Diana Silva (Amadora, 4 giugno 1995) è una calciatrice portoghese, attaccante dello Sporting Lisbona e della nazionale portoghese.

## Carriera

### Club
Diana Silva si appassiona al calcio fin dalla giovanissima età, iniziando a giocare dall'età di sei anni. Giunta ai 13 anni si trasferisce all'Atlético Ouriense dove è inizialmente inserita nella rosa della squadra giovanile maschile in quanto a quel tempo la società non aveva ancora istituito una giovanile interamente femminile. Con la società con sede a Ourém conquista ben presto un posto in prima squadra e condivide il percorso che vedrà l'Atlético Ouriense conquistare due titoli nazionali e una coppa di Portogallo. Grazie a questi risultati Silva ha inoltre l'occasione per debuttare in un torneo internazionale per club, facendo il suo debutto in occasione dell'incontro dell'8 agosto 2013 perso con lo Zurigo in occasione delle prime fasi di qualificazione alla stagione 2013-2014 di UEFA Women's Champions League.
In seguito Silva lascia la società per accordarsi con il Clube de Albergaria.
Nel 2016, a seguito della decisione della dirigenza dello Sporting Lisbona di rifondare una squadra di calcio femminile dopo 21 anni di sospensione dell'attività nel campionato portoghese di categoria, Silva è tra le prime calciatrici ad aderire alla nuova avventura della società polisportiva con sede nella capitale Lisbona. Alla sua prima stagione alterna l'attività sportiva agli studi universitari, laureandosi in scienze farmaceutiche presso l'Università di Lisbona e festeggiando con le compagne la conquista del titolo di campionesse di Portogallo al termine della stagione 2016-2017, il primo per la società oltre che nel personale palmarès.

### Nazionale
Silva viene chiamata dalla federazione calcistica del Portogallo (FPF) per indossare la maglia della formazione under 19 alle qualificazioni al campionato europeo di categoria di Turchia 2012, facendo il suo debutto il 17 settembre 2011, nell'incontro perso per 1-0 con le pari età dell'Irlanda rilevando Tatiana Pinto all'82'. Con le compagne condivide il percorso della propria nazionale che la vede qualificarsi per la fase finale e raggiungere le semifinali prima di essere eliminate dalla Spagna. Nel periodo tra il 2011 e il 2013 Silva scende in campo in 28 occasioni, andando a segno 10 volte, la prima delle quali due giorni dopo la sua prima partita in nazionale dove contribuisce a pareggiare l'incontro con l'Ungheria siglando all'86' la rete che fissa il risultato sul 3-3.
All'età di 19 anni il responsabile tecnico della nazionale maggiore Francisco Neto la convoca nella squadra impegnata all'edizione 2014 dell'Algarve Cup e dove debutta il 7 marzo all'Estadio Bela Vista di Parchal (Lagoa (Algarve)), nella partita persa 3-1 con le avversarie della Russia, rilevando al 60' Jéssica Silva partita titolare.
In seguito viene convocata con regolarità, condividendo il percorso della propria nazionale nelle successive edizioni dell'Algarve Cup, dove segna per la prima volta per la sua nazionale due anni più tardi, all'edizione 2016 dell'Algarve Cup, il 9 marzo 2016, unica rete del Portogallo nell'incontro perso 3-1 con la Danimarca, nelle qualificazioni al campionato mondiale di Canada 2015, mancandola, e a quelle degli Europei dei Paesi Bassi 2017, condividendo con le compagne il primo storico accesso ad una fase finale del campionato organizzato dalla UEFA.
Il selezionatore Neto la inserisce nella rosa definitiva della squadra annunciata il 6 luglio 2017 e Silva ha così l'occasione di scendere in campo durante il torneo. Il Portogallo, inserito nel gruppo D, non riesce tuttavia a superare la fase a gironi, vincendo solo l'incontro del 23 luglio, dove ha anche l'occasione di mettersi in luce nella prestazione che supera per 2-1 le avversarie della Scozia, mentre gli altri due con Spagna, che si era già classificata prima nelle qualificazioni davanti alla squadra portoghese, e Inghilterra, persa 2-1, risultati che la eliminano dal torneo.
Neto continua a darle fiducia, inserendola nella rosa delle giocatrici impegnate nella qualificazione al Mondiale di Francia 2019 e dove, inserita nel gruppo 6, segna una delle reti con cui il 24 novembre 2017 il Portogallo si impone sulla Moldavia per 8-0.

## Palmarès

### Club
- Campionato portoghese: 4

Atlético Ouriense: 2012-2013, 2013-2014
Sporting Lisbona: 2016-2017, 2017-2018
- Coppa del Portogallo femminile: 3

Atlético Ouriense: 2013-2014
Sporting Lisbona: 2016-2017, 2017-2018
- Supercoppa di Portogallo: 2

Sporting Lisbona: 2017, 2024